# Valerie Martin
Valerie Martin (Sedalia, 14 marzo 1948) è una scrittrice statunitense.

## Biografia
Nata a Sedalia, nel Missouri, nel 1948, vive nella Contea di Dutchess, a New York, dove insegna inglese al Mount Holyoke College.
Cresciuta a New Orleans, nella Louisiana, si è laureata alla UMass Amherst prima di intraprendere la carriera di scrittrice.
Nella sua trentennale carriera ha dato alle stampe una decina di romanzi, tre raccolte di racconti, un saggio e un libro per ragazzi.
Insignita del Premio Janet Heidinger Kafka nel 1990 con La governante del dottor Jekill, nel 2003 il suo romanzo Proprietà ha vinto l'ottava edizione dell'Orange Prize.

## Opere

### Romanzi
- Set in Motion (1978)
- Alexandra (1979)
- A Recent Martyr (1987)
- La governante del dottor Jekill (Mary Reilly, 1990), Milano, Bompiani, 1991 ISBN 88-452-1744-2.
- The Great Divorce (1993)
- Italian Fever (1999)
- Proprietà (Property, 2003), Milano, Ponte alle Grazie, 2004 ISBN 88-7928-718-4.
- Trespass (2007)
- The Confessions of Edward Day (2009)
- The Ghost of the Mary Celeste (2014)

### Racconti
- Love: Short Stories (1976)
- The Consolation of Nature, and Other Stories (1988)
- The Unfinished Novel and Other Stories (2006)
- Sea Lovers (2015)

### Saggi
- Salvation: Scenes from the Life of St. Francis (2001) (Biografia di Francesco d'Assisi)

### Letteratura per l'infanzia
- Anton and Cecil: Cats at Sea (2013) scritto con la nipote Lisa Martin

## Filmografia
- Mary Reilly (Mary Reilly) (1996) diretto da Stephen Frears (soggetto)
- Surface Calm (2001) diretto da Mike Miley (soggetto)